# Cap Arkona
Pour les articles homonymes, voir Arkona.
Le cap Arkona (en allemand Kap Arkona) ou Arcona  est un cap de l'île de Rügen, dans la mer Baltique et appartenant au Land du Mecklembourg-Poméranie-Occidentale (Allemagne).
Le cap Arkona est un endroit intéressant pour sa forteresse bâtie dans un ancien temple slave (le Jaromarsburg) et ses vieux phares.

## Historique et description

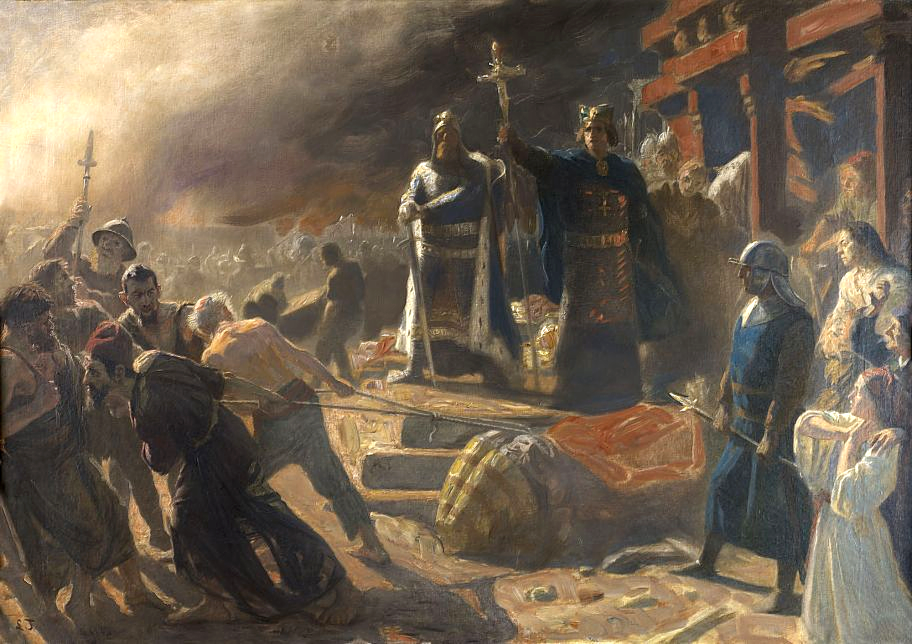
L'évêque Absalon renverse le dieu Svantevit à Arkona en 1169 (étude de Laurits Tuxen, vers 1890).

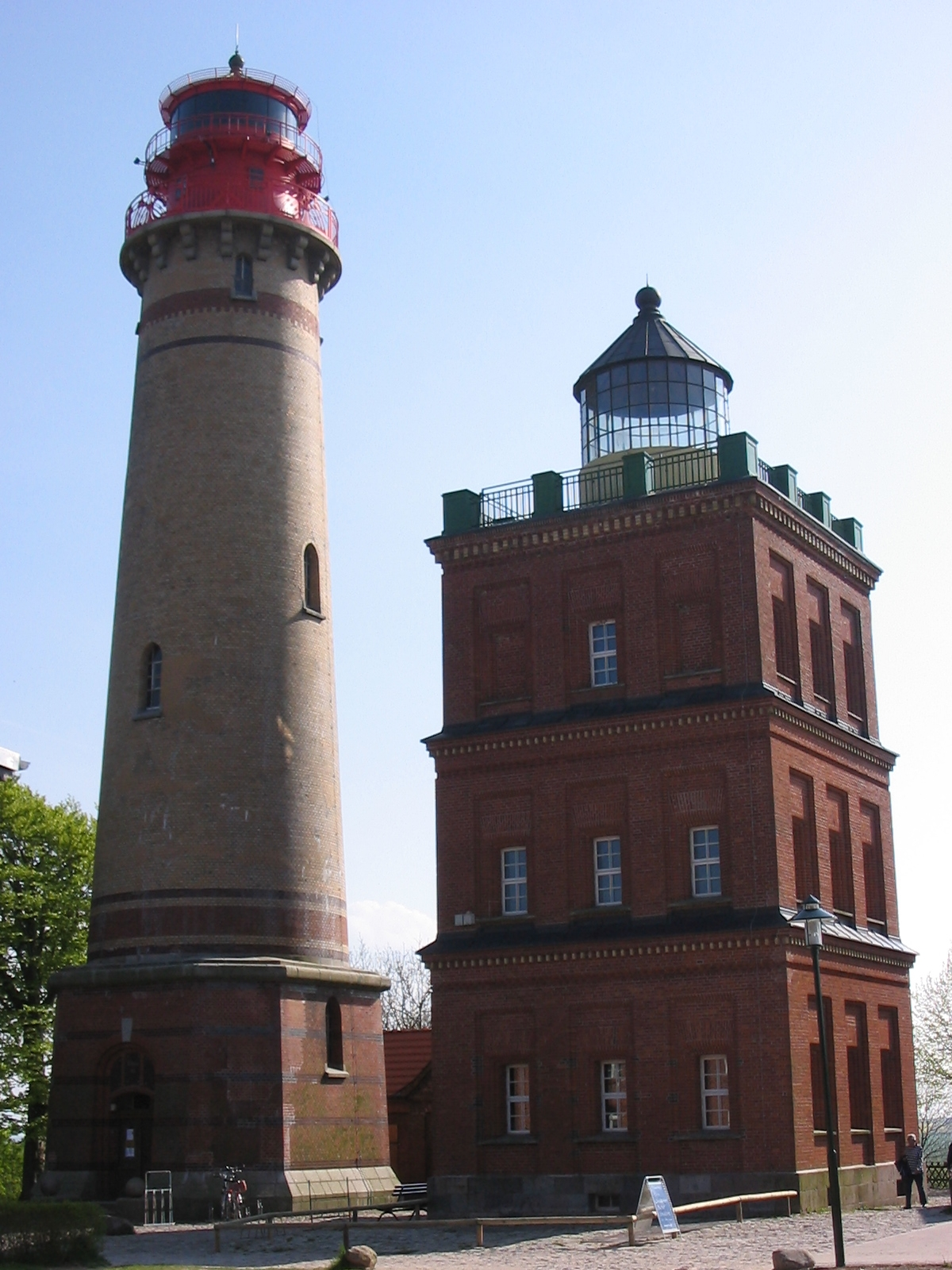
Les deux phares.

Le cap Arkona est situé au bout de la péninsule de Wittow, juste à quelques kilomètres au nord du parc national de Jasmund. 
La forteresse du temple d'Arkona était le centre religieux et politique de la principauté des Ranes de Rügen, peuple slave occidental, au début du Moyen Âge. Le temple était dédié au dieu Svantovít représenté avec quatre têtes. En 1168, Arkona fut détruite par les envahisseurs danois (voir Absalon). Cet événement précéda la christianisation.
Il y a deux vieux phares sur ce cap, l'un construit en 1827, l'autre en 1902. Le premier est un des plus anciens phares encore existants de la mer Baltique. Il fut construit par le célèbre architecte Karl Friedrich Schinkel.
C'est de son nom que furent baptisés des navires dont la corvette SMS Arcona et le paquebot allemand de grand luxe Cap Arcona, dont l'histoire est liée à l'une des plus grandes tragédies maritimes de la Seconde Guerre mondiale.
Avant la réunification allemande, c'était le point le plus septentrional de l'Allemagne de l'Est.

## Les bunkers du Cap Arkona

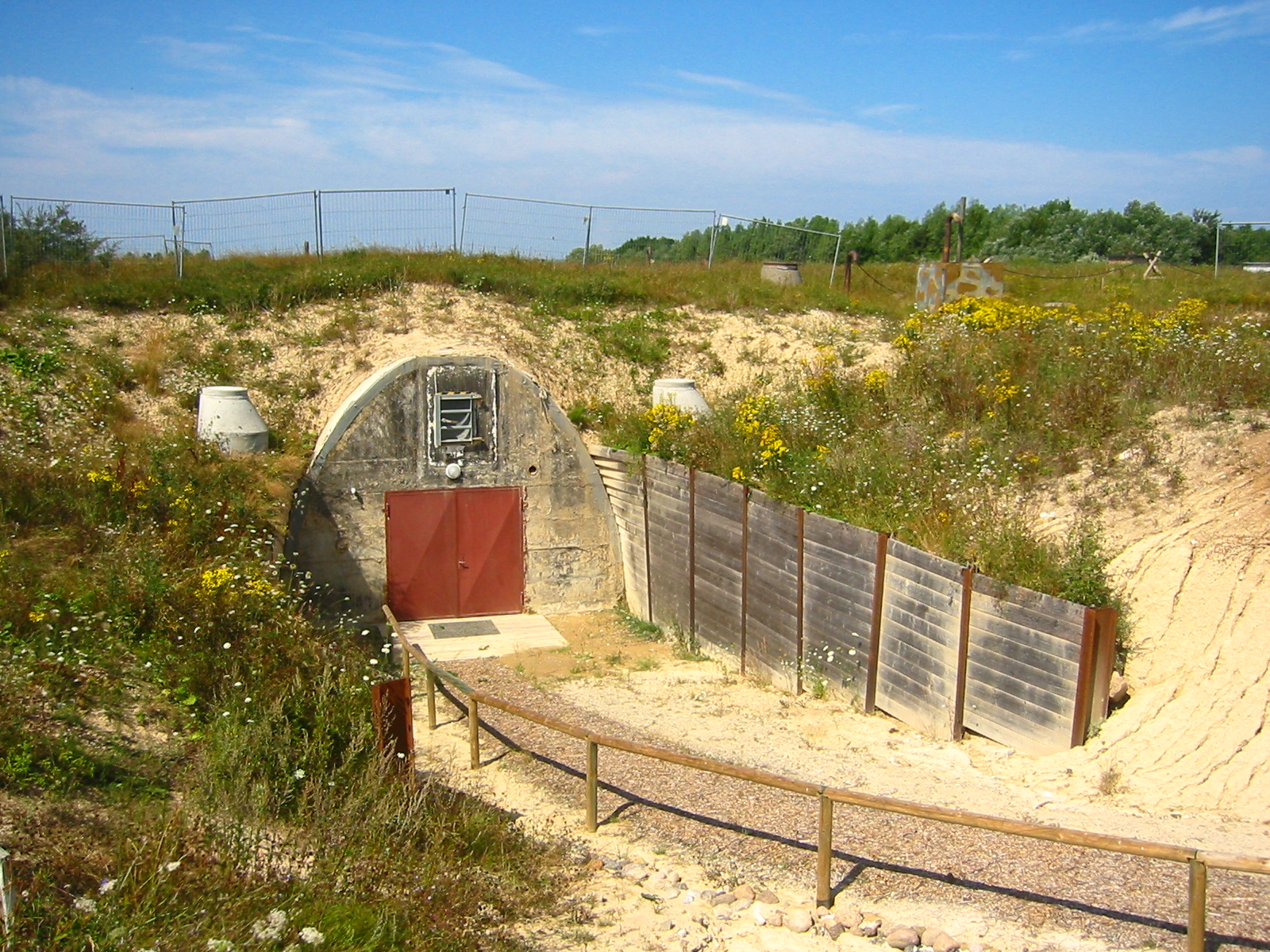
Entrée du bunker de la Nationale Volksarmee (NVA), .
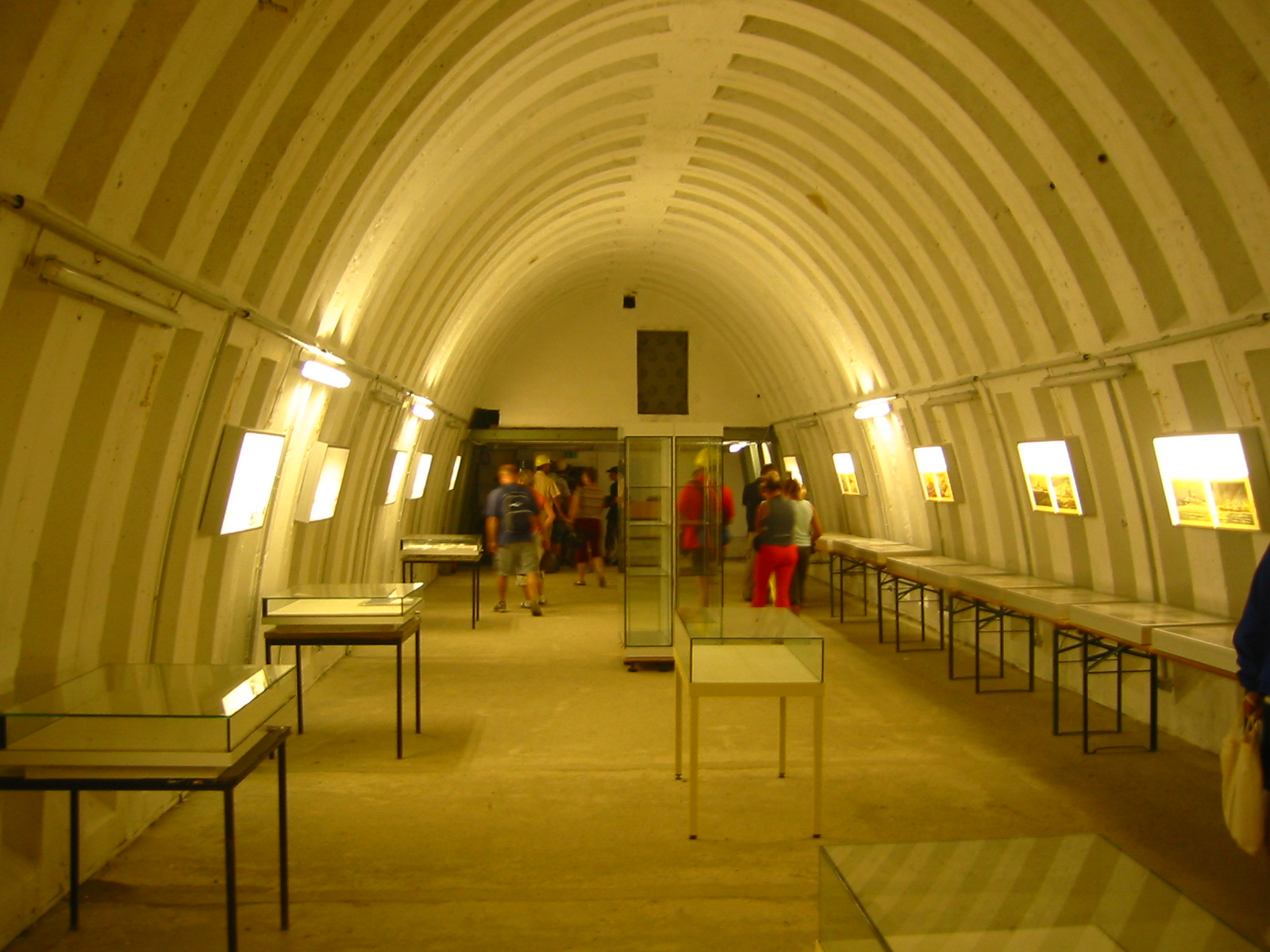
Exposition dans le bunker de la NVA.
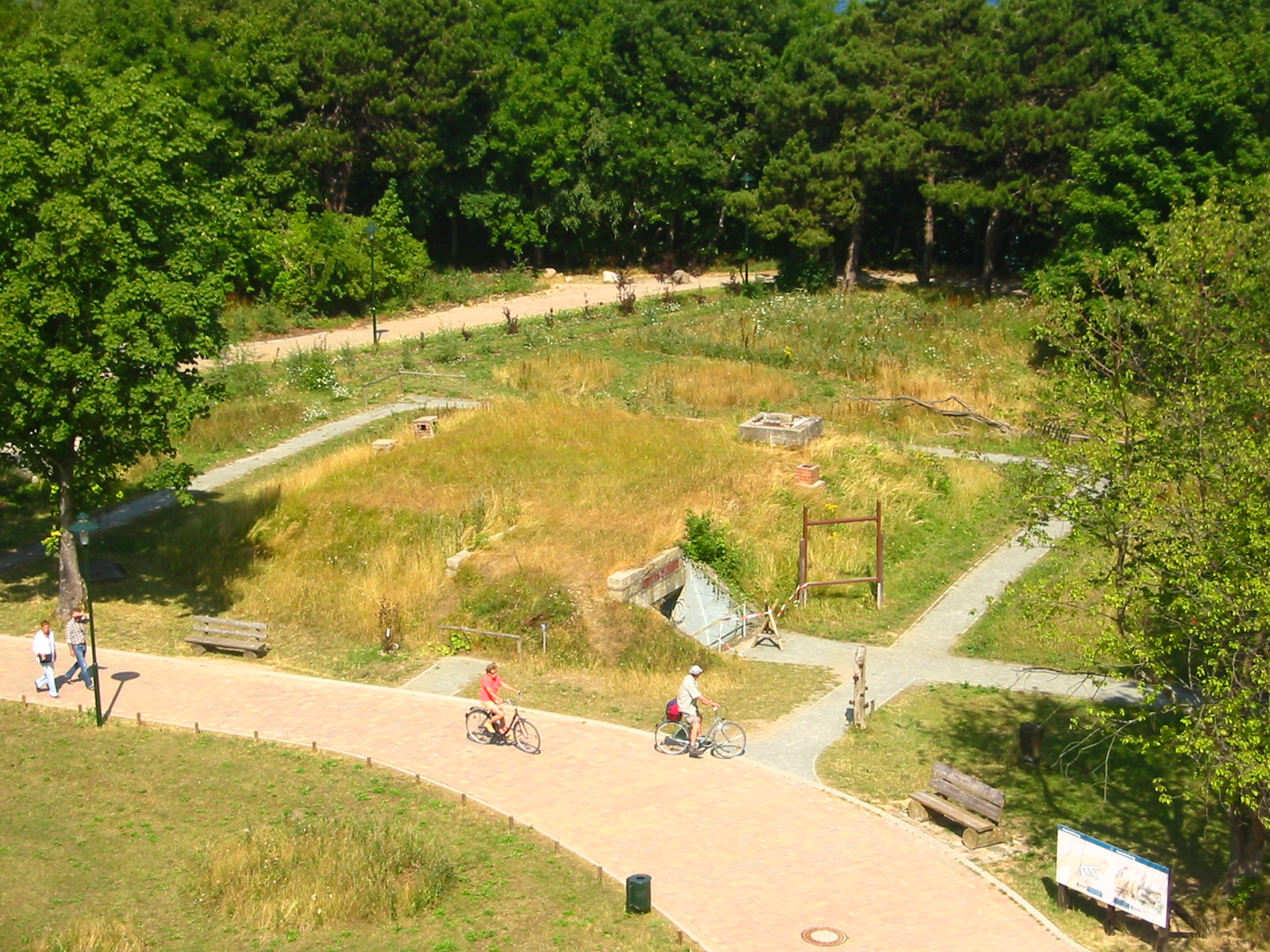
Vue sur le bunker de la Wehrmacht.

L'Allemagne nazie puis l'Allemagne de l'est (RDA) y ont construit des bunkers.